# Gaura filipes
Gaura filipes là một loài thực vật có hoa trong họ Anh thảo chiều. Loài này được Spach mô tả khoa học đầu tiên năm 1835.